# Yechezkel Chazom
Yechezkel Chazom, noto anche come Yehezkel Hazum (in ebraico יחזקאל חזום‎?; 30 novembre 1946 – 21 marzo 2023), è stato un calciatore israeliano, di ruolo attaccante.